# Amplexus

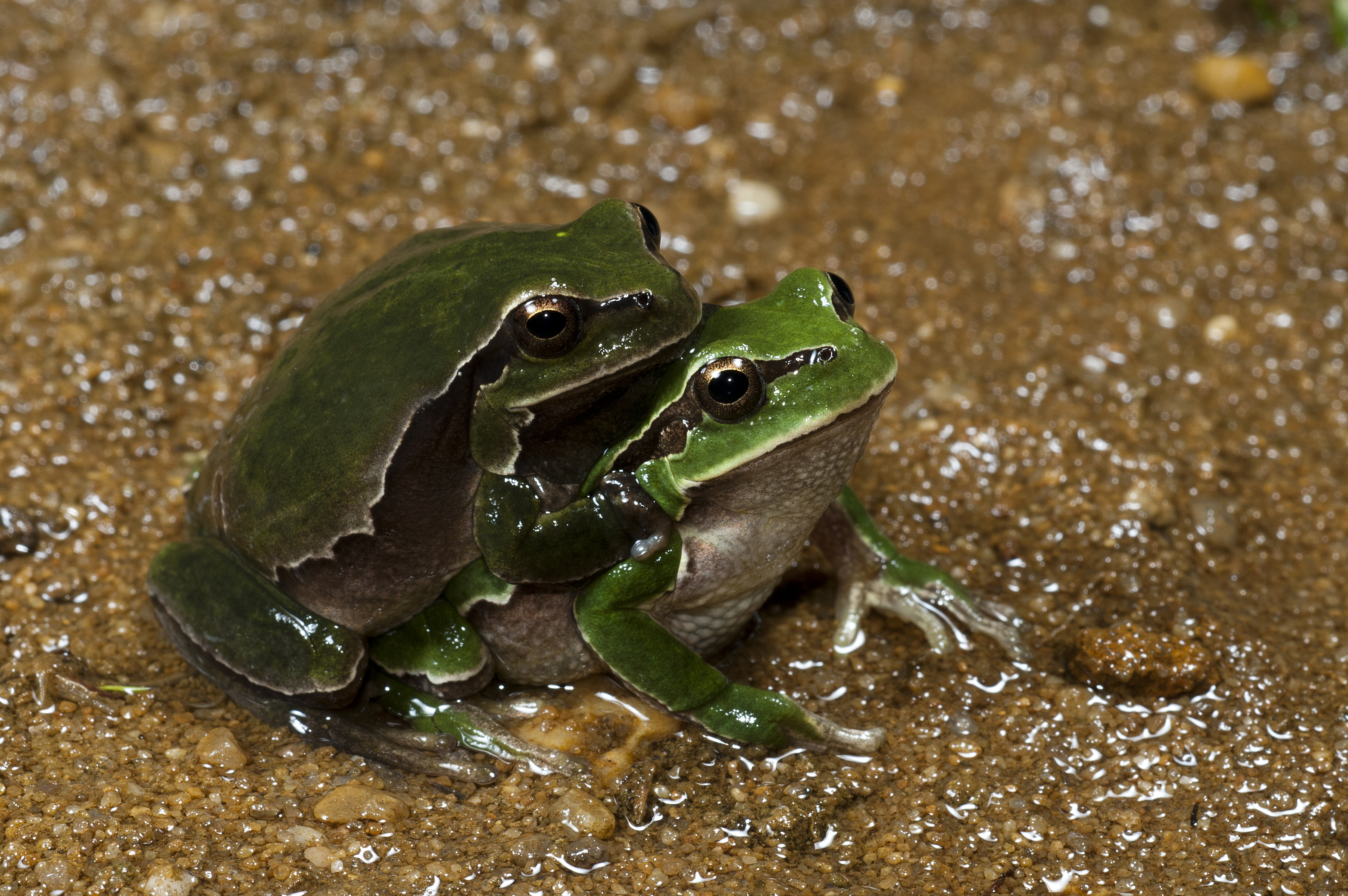
Amplexus rosničky Hyla molleri

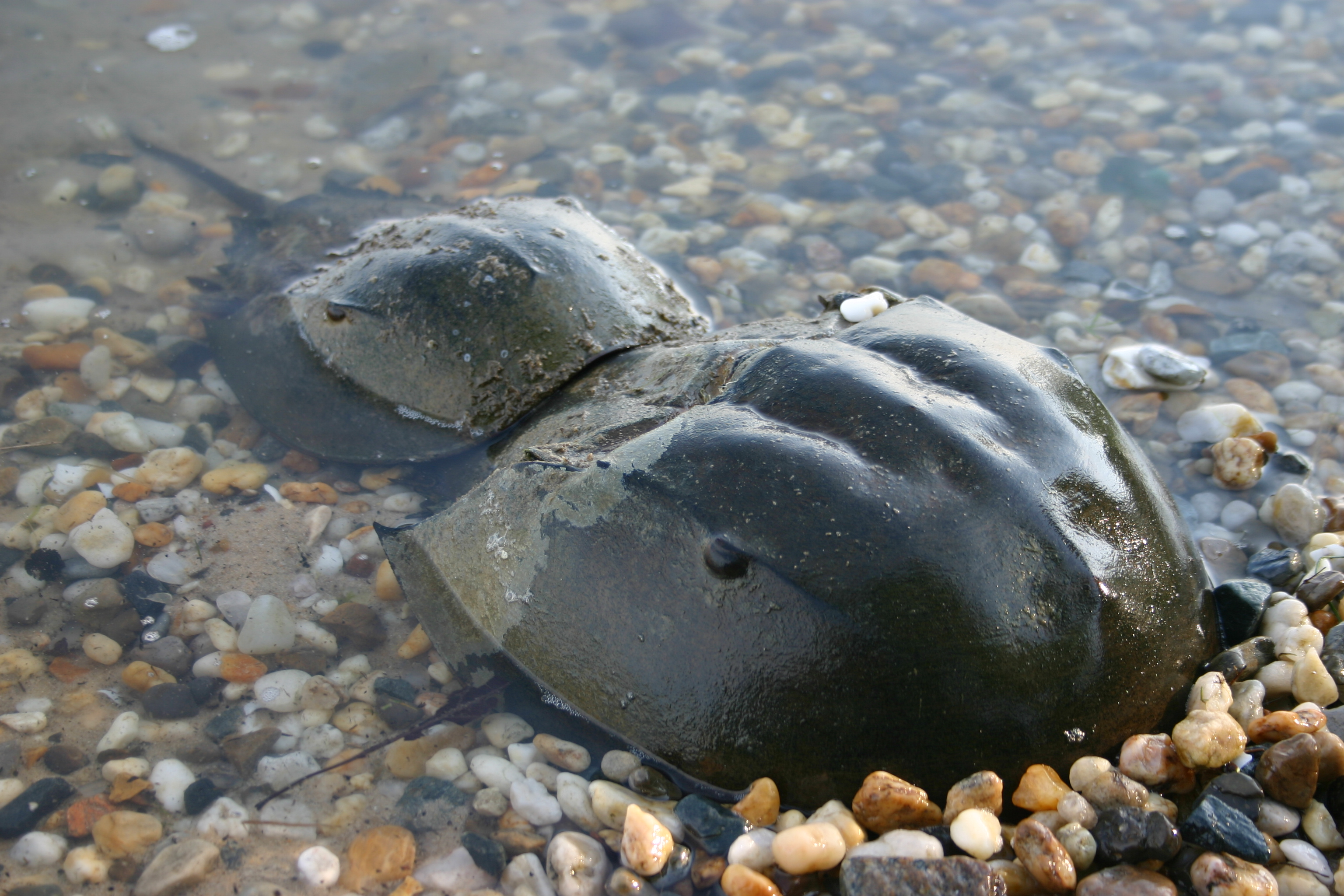
Amplexus ostrorepů

Amplexus (z latinského obejmutí) je typ rozmnožovacího chování, objevující se u některých druhů živočichů s vnějším oplozením, typické je především pro obojživelníky, zvláště pak žáby. Vyjma obojživelníků lze amplexus pozorovat i u čeledi ostrorepovitých (Limulidae) ze třídy hrotnatců.

## Průběh amplexu
Amplexus probíhá tak, že samec během páření uchopí samici předními končetinami a současně, nebo s určitým časovým odstupem, oplodňuje vajíčka, která samice během aktu vylučuje.
Samci obojživelníků samice obvykle zafixují za hlavu (amplexus cefalický), pas (amplexus inguinální) nebo podpaží (amplexus axilární), přičemž typ amplexu bývá charakteristický pro jednotlivé taxonomické skupiny. U většiny moderních druhů žab převládá amplexus axilární, amplexus inguinální bývá považován za původnější znak. Existuje však více typů amplexu, a to včetně „amplexu naruby“ (tj. samice na samci), jenž byl poprvé pozorován u asijské pablatnice Leptobrachella laui. U některých druhů žab může být amplexus pouze naznačen, námluvy tak mají spíše podobu zásnubních tanců. V případě zavalitých žab napomáhají amplexu lepkavé sekrety, které samci vylučují pro lepší přichycení se na samici.

## Amplexus žab z pohledu evoluční biologie

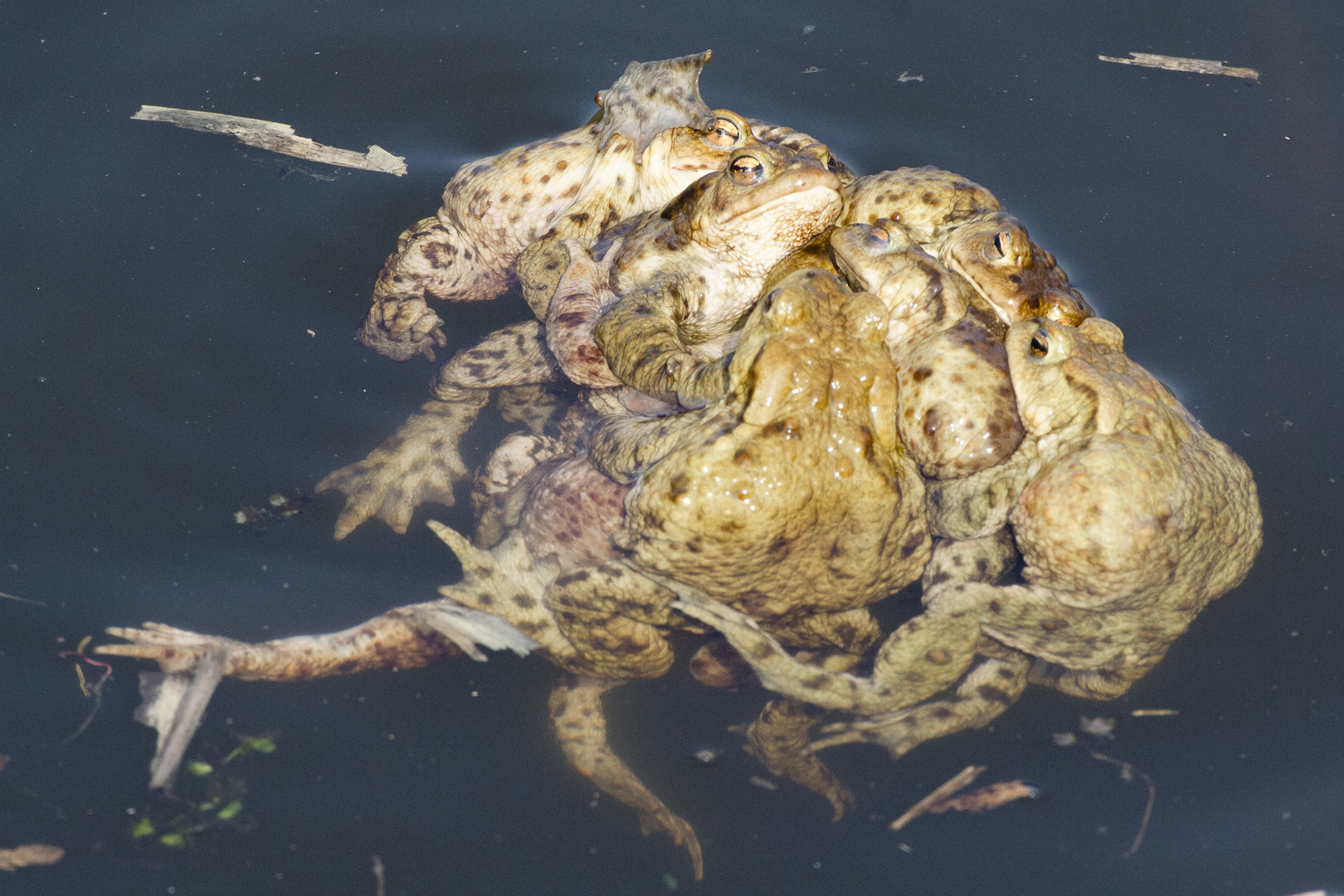
Vícečetný amplexus ropuchy obecné (Bufo bufo)

Amplexus vyžaduje přímý kontakt mezi samcem a samicí, čímž se odlišuje od jiných forem vnějšího oplození, kdy jsou spermie a jikry volně vylučovány do vody bez přímého kontaktu jedinců. Aby mohlo k amplexu dojít, musí samci žab nejprve partnerku aktivně vyhledat, nejčastěji specifickým voláním, pomocí kterého ji k sobě vábí. Pokud samec samici skutečně přiláká, může dojít k rozmnožování, zatímco neúspěšní samci musejí ve své snaze pokračovat. Kompetice mezi samci však může být až taková, že samec žáby zaútočí na již rozmnožující se pár, čímž se snaží narušit rozmnožovací akt a sám se se samicí spářit. Po amplexu se také samci někdy snaží zabránit samici v páření s jinými samci.
U délky trvání amplexu se objevují mezidruhové rozdíly. U některých žab může amplexus trvat mnoho dní, zatímco u jiných druhů jen několik hodin. Samci během amplexu nepřijímají potravu, u samic vede amplexus ke snížené pohyblivosti (a tím i k horšímu přístupu k potravě). Toto reprodukční chování může být podle některých studií spojeno s různými náklady na fitness jednotlivých žab, a může vést dokonce až ke vzniku sexuálních konfliktů. Pro samice je optimální délka amplexu krátká kvůli energetické nákladnosti celého aktu, ale pro samce je výhodný spíše dlouhý amplexus, pomocí něhož maximalizují svou šanci rozmnožit se. Výhody jsou přitom na straně samce, protože je to on, kdo může samici pustit, kdežto samice se z jeho sevření tak snadno vymanit nemůže.